# Centrometopia baliella
Centrometopia baliella är en fjärilsart som beskrevs av Émile Louis Ragonot 1888. Centrometopia baliella ingår i släktet Centrometopia och familjen mott. Inga underarter finns listade i Catalogue of Life.